# روح مبتهجة (فلم 2020)
روح مبتهجة هو فيلم كوميدي بريطاني لعام 2020 من إخراج إدوارد هول وبطولة دان ستيفنز وليزلي مان وإيسلا فيشر وجودي دينش وإميليا فوكس وجوليان رايند توت وأديل راي وميشيل دوتريس وإيمي-فيون إدواردز . الفيلم مأخوذ عن مسرحية تحمل نفس الاسم من تأليف نويل كوارد صدرت عام 1941.
تم عرض فيلم روح مبتهجة للعالم لأول مرة في مهرجان Mill Valley السينمائي لعام 2020.

## طاقم التمثيل
- دان ستيفنز في دور تشارلز كوندومين
- إيسلا فيشر بدور روث كوندومين
- جودي دينش في دور مدام اركتي
- ليزلي مان بدور إلفريا كوندوميني
- جوليان رايند توت في دور دكتور جورج برادمان
- إميليا فوكس بدور فيوليت برادمان
- ديف جونز بدور هوارد
- جيمس فليت في دور هاري برايس
- آديل راي بدور مانديب سينغ
- ميشيل دوتريس في دور إدنا
- ايمي فيون ادواردز في دور إديث
- ديلروي أتكينسون بدور القس جرين
- ستيلا ستوكر بدور جريتا جاربو
- جايمس سيغروف في دور كلارك جابل
- تشارلي كارتر بدور بائع الجريدة

## الإنتاج
في مايو 2019 ، تم الإعلان عن انضمام دان ستيفنز وإيسلا فيشر وجودي دينش إلى طاقم الفيلم ، مع إدوارد هول ، من إخراج بيرس أشوورث وميج ليونارد ونيك موركروفت . في يونيو 2019 ، انضم كل من ليزلي مان وجوليان رايند توت وإيميليا فوكس وديف جونز وجيمس فليت إلى فريق عمل الفيلم.
بدأ التصوير الرئيسي في يونيو 2019.

## الصدور
عُرض الفيلم لأول مرة في 8 أكتوبر 2020 في مهرجان ميل فالي السينمائي ،  وعُرض لاحقًا في نفس الشهر في مهرجان سان دييغو السينمائي الدولي . كان من المقرر عرض الفيلم في المملكة المتحدة في 1 مايو 2020 ، ولكن تم تأجيله إلى 4 سبتمبر 2020 بسبب وباء كوفيد-19 . ثم تم تأجيله إلى 25 ديسمبر 2020. في نوفمبر 2020 ، حصلت مجموعة سكاي على حقوق التوزيع البريطانية للفيلم ، وكانت ستطرحه على قناة سكاي سينما في 15 يناير 2021. ستقوم شركة آي إف سي فيلمز بتوزيع الفيلم في الولايات المتحدة.

## روابط خارجية
- روح مبتهجة  في قاعدة بيانات الأفلام على الإنترنت (بالإنجليزية)